# Daniele Badiali
Daniele Badiali (Faenza, 3 marzo 1962 – Acorma, 18 marzo 1997) è stato un presbitero e missionario italiano.

## Biografia

### Volontariato
Daniele Badiali nacque a Ronco di Faenza da una famiglia di agricoltori. Ha frequentato l'istituto agrario Persolino in Faenza, dopodiché Iniziò la sua attività a favore dei poveri da adolescente con l'Operazione Mato Grosso, che ha da sempre avuto un forte gruppo nella città di Faenza. Come volontario partecipò alle operazioni di aiuto alle popolazioni dei terremoti del Friuli e dell'Irpinia. Dopo il servizio civile svolto negli anni 1981-1982, visse per due anni (dal 1984 al 1986) sulla Sierra Andina peruviana, nella parrocchia di Chacas, collaborando con il parroco padre Ugo De Censi, fondatore dell'Operazione Mato Grosso. Là si accese in lui il desiderio di donare la vita ai poveri e agli affamati di quella terra diventando sacerdote.

### In missione
Rientrato in Italia, frequentò il seminario regionale di Bologna dal 1986 al 1991. Consacrato sacerdote, nell'estate del 1991 fu inviato come missionario fidei donum dalla diocesi di Faenza-Modigliana come parroco di San Luís, sulle Ande peruviane.
Visse in quella parrocchia sei anni di intensa attività pastorale, aiutando la popolazione sia dal punto di vista sociale (scuola, formazione professionale dei giovani, aiuto alle famiglie), sia dal punto di vista religioso (oratorio, preparazione ai sacramenti, celebrazioni eucaristiche).

### La musica
Padre Daniele aveva imparato a suonare la chitarra fin da ragazzo e amava portare la sua testimonianza anche con la musica: ha lasciato un ricco repertorio di musica religiosa, con canti scritti e musicati da lui, sia in italiano sia in spagnolo.

### La morte
Domenica 16 marzo 1997, mentre ritornava in parrocchia dopo aver celebrato in uno dei villaggi più lontani, un bandito fermò la jeep su cui viaggiava insieme ad alcuni volontari. Il malvivente voleva rapire un italiano per ottenerne un riscatto: padre Daniele si consegnò volontariamente ai rapitori al posto di una giovane donna. Fu trovato morto da una bambina del luogo due giorni dopo, ucciso da un colpo di pistola alla testa, probabilmente perché aveva riconosciuto i rapitori.
Secondo alcuni, invece, Badiali sarebbe stato ucciso dal Gruppo Colina, uno squadrone della morte legato ai servizi segreti del regime di Alberto Fujimori; l'assassinio, mascherato da atto di criminalità comune, sarebbe avvenuto perché Badiali era impegnato nella difesa dei diritti umani.
Una grandissima quantità di persone parteciparono ai funerali, sia in Perù che in Italia. Il corpo è tumulato nel cimitero di Ronco.

## Processo di beatificazione
La diocesi di Faenza-Modigliana ha promosso il processo per la causa di beatificazione e canonizzazione del servo di Dio Daniele Badiali. La sessione di apertura del processo si è svolta pubblicamente il 20 marzo 2010. Nel mese di Ottobre 2021, Papa Francesco, preso atto del parere dei Consultori Teologi della Congregazione per le cause dei Santi, ha disposto che la causa non proceda perché l'esame dei documenti e delle testimonianze «non ha fatto emergere elementi tali da definire eroico l'esercizio delle virtù cristiane». 
- Un raggio splenderà, doppio CD, con le voci di Silvio Drei, Miranda Ricci e Irenne Coronado (cantautrice guatemalteca).